# 다테바
다테바(일본어: 立場)는 일본 에도 시대에 주요 도로변에 있었던 교군, 인부 등의 휴게소를 이르는 일본어 낱말이다. 말이나 가마를 갈아타기도 하였다. 조선의 역참과 유사하다.